# Too Long in Exile
Too Long in Exile è il ventiduesimo album discografico in studio del cantautore britannico Van Morrison, pubblicato nel 1993.

## Il disco
Il disco è stato registrato in due studi situati a Bath (Inghilterra) e Sausalito (California). 
Nell'album è presente una cover di Gloria, brano dei Them inciso da Morrison con il musicista blues John Lee Hooker e pubblicato come singolo nel maggio 1993.

## Tracce
Tutte le tracce sono di Van Morrison tranne dove indicato.
1. Too Long in Exile – 6:18
2. Big Time Operators – 6:03
3. Lonely Avenue/You Give Me Nothing but the Blues (Doc Pomus, Morrison) – 6:24
4. Ball & Chain – 5:36
5. In the Forest – 4:38
6. Till We Get the Healing Done – 8:29
7. Gloria – 5:19
8. Good Morning Little Schoolgirl (Sonny Boy Williamson) – 4:07
9. Wasted Years – 3:57
10. The Lonesome Road (Nathaniel Shilkret, Gene Austin) – 3:16
11. Moody's Mood for Love (James Moody, Dorothy Fields, Jimmy McHugh) – 2:32
12. Close Enough for Jazz – 2:39
13. Before the World Was Made (testo di William Butler Yeats adattato da Morrison, musica di Kenny Craddock) – 4:24
14. I'll Take Care of You (Brook Benton) – 5:19
15. Instrumental/Tell Me What You Want – 8:08

## Formazione
- Van Morrison - voce, chitarra, armonica, sassofono, armonica
- John Lee Hooker - voce, chitarra elettrica (tracce 7 e 9)
- Georgie Fame - organo Hammond, cori
- Ronnie Johnson - chitarra
- Nicky Scott - basso
- Candy Dulfer - sassofono
- Kate St John - sassofono, corno inglese
- Teena Lyle - cori, organo Hammond, percussioni, vibrafono
- Jonn Savannah - cori, organo Hammond
- Geoff Dunn - batteria
- Howard Francis - organo Hammond, piano
- Paul Robinson - batteria
- John Allair - organo Hammond
- Richard Cousins - basso
- Kevin Hayes - batteria

## Classifiche
| Anno | Classifica                          | Posizione raggiunta |
| ---- | ----------------------------------- | ------------------- |
| 1993 | Regno Unito (Official Albums Chart) | 4                   |
| 1993 | Stati Uniti (Billboard 200)         | 29                  |